# Exorista veluntina
Exorista veluntina är en tvåvingeart som beskrevs av Louis-Paul Mesnil 1953. Exorista veluntina ingår i släktet Exorista och familjen parasitflugor. Inga underarter finns listade i Catalogue of Life.